# Afroleptomydas hirtipes
Afroleptomydas hirtipes är en tvåvingeart som beskrevs av Hesse 1969. Afroleptomydas hirtipes ingår i släktet Afroleptomydas och familjen Mydidae. Inga underarter finns listade i Catalogue of Life.